# Weetfeld
Weetfeld ist zusammen mit Selmigerheide ein Ortsteil der westfälischen Stadt Hamm. Er ist bis heute ein ländlich geprägter Ort.

## Geographie

### Lage
Weetfeld liegt im Süden der Stadt Hamm. Im Süden bildet die A 2 die Grenze.

### Nachbargemeinden
Weetfeld grenzte im Jahr 1967 im Uhrzeigersinn im Westen beginnend an die Gemeinden Pelkum, Wiescherhöfen, Berge und Freiske (alle heute zu Hamm) sowie Osterbönen und Westerbönen (beide heute zu Bönen).

## Geschichte
Weetfeld wurde erstmals im 9. Jahrhundert als Wetfelde erwähnt. Im Jahr 1396 wurde der Ort mit Wetvelde in deme kerspel to Bonen urkundlich erwähnt.
Weetfeld gehörte im Spätmittelalter und der Frühen Neuzeit in eigener Bauerschaft (Weytfelde) im Kirchspiel Bönen und Amt Hamm zur Grafschaft Mark. Laut dem Schatzbuch der Grafschaft Mark von 1486 hatten die 14 Steuerpflichtigen in der Bauerschaft zwischen 1 und 6 Goldgulden an Abgabe zu leisten. Im Jahr 1705 waren in der Bauerschaft Weethfelde 16 Steuerpflichtige mit Abgaben an die Rentei Hamm im Kataster verzeichnet.
Im 19. Jahrhundert gehörte Weetfeld bei der Errichtung der Ämter in der preußischen Provinz Westfalen zum Amt Pelkum im Kreis Hamm. Im Jahr 1885 gab es in der Landgemeinde Weetfeld auf 509 ha Fläche, davon 413 ha Ackerland, 8 ha Wiesen, 20 ha Holzungen, 2 Wohnplätze, 47 Wohnhäuser mit 58 Haushaltungen und 358 Einwohner.
Anlässlich der Auskreisung der Stadt Hamm am 1. April 1901 wurde aus dem Kreis der Landkreis Hamm. Nach einer Gebietserweiterung im Jahr 1929 wurde dieser im Oktober 1930 in Kreis Unna umbenannt.
Am 1. Januar 1968 wurden die Gemeinden Herringen, Lerche, Pelkum, Sandbochum und Weetfeld sowie Teile von Wiescherhöfen zur neuen Gemeinde Pelkum zusammengeschlossen. Diese 40,65 km² große Gemeinde mit 25.337 Einwohnern wurde durch die Gemeindegebietsreform mit Wirkung vom 1. Januar 1975 wieder aufgelöst und in die kreisfreie Stadt Hamm eingemeindet.

## Einwohnerentwicklung
| Jahr | Einwohner |
| ---- | --------- |
| 1849 | 288       |
| 1910 | 354       |
| 1931 | 388       |
| 1956 | 602       |
| 1961 | 415       |

## Verkehr

### Straßen
Die Kreisstraßen K 13 und K 35 durchqueren das ehemalige Gemeindegebiet.
Die K 13 verbindet Weetfeld mit Pelkum und Wiescherhöfen sowie mit Freiske, die K 35 mit dem nördlichen Wiescherhöfen (ehemalige Zeche Heinrich-Robert) und mit Bönen.

### Öffentlicher Personennahverkehr
Weetfeld wird von der Linie 5 der Stadtwerke Hamm bedient (Haltestelle Ziegelei). Sie verbindet den Ort mit Hamm und Selmigerheide.